# توتسی تامنتز
نورما فرانسیس «توتسی» تامِـنِـتز (انگلیسی: Norma Frances "Tootsie" Tomanetz؛ زادهٔ ۲۱ آوریل ۱۹۳۵) سرآشپز اهل ایالات متحده آمریکا است که در زمینهٔ باربیکیوی تگزاسی تخصص دارد و در رستوران مشهور اسنوز باربیکیو کار می‌کند. در سال ۲۰۰۸، زمانی که ماهنامه تگزاس مانثلی این رستوران را به‌عنوان بهترین مکان باربیکیو در تگزاس انتخاب کرد، به شهرت رسید و اغلب از او به عنوان «ملکهٔ باربیکیوی تگزاس» یاد می‌شود. برنامهٔ شفز تیبل یکی از اپیزودهای خود را به او اختصاص داد. نام او در فهرست «تالار مشاهیر باربیکیو» ثبت شده‌است.